# Oliver Rackham
Oliver Rackham OBE, (17 de octubre de 1939-12 de febrero de 2015) fue un académico inglés de la Universidad de Cambridge que estudió la ecología, la gestión y el desarrollo del campo británico, especialmente los árboles, los bosques y los pastos arbolados. Sus libros incluyen Ancient Woodland (1980) y The History of the Countryside (1986).

## Vida y carrera académica
Rackham nació en Bungay y asistió a la escuela King Edward VI y luego al Norwich City College. En 1958 ganó una beca para el Corpus Christi College, Cambridge, graduándose en Ciencias Naturales en 1961 y posteriormente obteniendo un doctorado. Comenzó su carrera académica estudiando física, pero se trasladó entre varios departamentos de Cambridge. Realizó investigaciones en el Departamento de Botánica de 1964 a 1968 y de 1972 a 1990, y en el Instituto de Fitomejoramiento de Cambridge de 1968 a 1972. Se transfirió al Departamento de Geografía de 1988 a 2000, más tarde como profesor, y fue nombrado Profesor Honorario de Ecología Histórica en el Departamento de Ciencias Vegetales en 2006 y Director Honorario del Centro de Cambridge para el Paisaje y las Personas en 2010. Rackham también trabajó como tutor en el Centro Kingcombe en Dorset, enseñando sobre la historia de los bosques.
Estuvo asociado con Corpus Christi College desde su época de estudiante. Se desempeñó brevemente como Maestro de la Universidad de 2007 a 2008, y fue nombrado miembro vitalicio en 2010.

## Algunas de sus obras
- Rackham, Oliver (1976). Trees and Woodland in the British Landscape. Archaeology in the Field Series (First edición). London: J.M. Dent & Sons Ltd. ISBN 0-460-04183-5.

- Rackham, Oliver (1980). Ancient Woodland: its history, vegetation and uses in England (new edición). Kirkcudbrightshire: Castlepoint Press (republished 2003).

- Rackham, Oliver (1986). The History of the Countryside: The full fascinating story of Britain's landscape. London: J.M. Dent & Sons Ltd. ISBN 0-460-04449-4.

- Rackham, Oliver (1986). The Ancient Woodland of England: The Woods of South-East Essex. Rochford District Council. ISBN 0-9511863-0-2.

- Rackham, Oliver (1989). The Last Forest: The story of Hatfield Forest. London: J.M. Dent & Sons Ltd.

- Rackham, Oliver (1990). Trees and Woodland in the British Landscape. Archaeology in the Field Series (Revised edición). London: J.M. Dent & Sons Ltd. ISBN 0-460-04786-8.

- Rackham, Oliver; Moody, Jennifer (1996). The making of the Cretan landscape. Manchester: Manchester University Press. ISBN 0-7190-3647-X.

- Rackham, Oliver (1998). The Last Forest: The story of Hatfield Forest (Paperback edición). London: Phoenix Press. ISBN 0-7538-0525-1.

- Rackham, Oliver (2001). Trees and woodland in the British landscape: the complete history of Britain's trees, woods & hedgerows. London: Phoenix Press. ISBN 1-84212-469-2.

- Grove, A.T.; Rackham, Oliver (2003). The Nature of Mediterranean Europe: An Ecological History (Second printing with corrections edición). New Haven and London: Yale University Press. ISBN 0-300-10055-8.

- Rackham, Oliver (2003). The Illustrated History of the Countryside. London: Weidenfeld & Nicolson. ISBN 0-297-84335-4.

- Rackham, Oliver (2006). Woodlands. New Naturalist series. London: HarperCollins. ISBN 0-00-720243-1.

- Rackham, Oliver (2007). Transitus Beati Fursei: A Translation of the 8th Century Manuscript Life of Saint Fursey. Fursey Pilgrims. ISBN 978-0-954-47732-5.

- Rackham, Oliver (2014). The Ash Tree. A Little Toller Monograph. Dorset: Little Toller Books. ISBN 978-1908213143.

- Rackham, Oliver (2019). The Ancient Woods of the Helford River. Little Toller Books. ISBN 978-1-908213-68-6.